# Серафим (Зборовский)
Епископ Серафим (в миру Сергей Иванович Зборовский; 22 октября 1895, Нежин — конец 1937) — епископ Русской православной церкви, епископ Актюбинский и Кустанайский.

## Биография
Окончил гимназию в Харькове и Харьковскую духовную семинарию. Обучался на I-м курсе Киевской духовной академии.
18 июня 1919 года пострижен в монашество, затем рукоположен в сан иеродиакона и иеромонаха, возведен в сан архимандрита и назначен настоятелем Нежинского Благовещенского монастыря.
3 мая 1931 года в Саратове хиротонисан во епископа Покровского, викария Саратовской епархии. Чин хиротонии совершали: митрополит Саратовский Серафим (Александров), архиепископ Досифей (Протопопов) и епископ Енотаевский Алексий (Орлов).
Епископ Серафим принял своё назначение на архиерейскую кафедру, как приятное и лестное для него повышение, но в речи при вручении митрополит Серафим указал ему, что епископское служение — это крест, «а с креста не сходят, с креста снимают».
С 3 сентября 1931 года — епископ Пугачёвский, викарий Саратовской епархии.
Епископ Серафим постарался при первой возможности уехать из Пугачёва. 27 июля 1932 года уволен на покой.
19 октября 1932 года — епископ Мелекесский, викарий и временный управляющий Ульяновской епархией.
С 29 июня 1934 года управлял Чувашско-Чебоксарской епархией и Алатырским викариатством Ульяновской епархии.
3 мая 1934 года направил Заместителю Патриаршего Местоблюстителя митрополиту Сергию (Страгородскому) рапорт, в котором поздравлял его с возведением в достоинство митрополита Московского и Коломенского
С 22 ноября 1934 года — епископ Читинский и Забайкальский
С 17 января 1935 года уволен от управления.
С 9 сентября 1935 года — епископ Красноярский и Ачинский.
С 1 апреля 1936 года уволен на покой.
С сентября 1936 года — епископ Актюбинский и Кустанайский.
4 сентября 1937 года уволен на покой.
7 сентября 1937 года арестован УНКВД по Актюбинской области. В том же году по ст. 58-10, 58-11 УК РСФСР был приговорён к смертной казни и расстрелян в декабре того же года.
Интересно, как описывала деятельность Зборовского советская литература. Так, Кандидов в книге «Церковь и шпионаж», вышедшей в 1940 году, ссылаясь на материалы дела, пишет, что он был монархистом, с первых дней установления Советской власти вел контрреволюционную работу, а в 1919 году создал антисоветский притон в одном из монастырей бывшей Черниговской губернии. Затем «вел подрывную работу» в Чувашской республике, причем имея 2-х агентов в виде странников. По приезде в Актюбинск он в своих проповедях вел антисемитскую агитацию, сколачивал контрреволюционную группировку, а своим единомышленникам, со слов автора, давал следующее указание: «Открыто подчеркивать свою глубокое уважение и преданность советской власти, и, маскируясь этим, пропагандировать среди населения религиозно — монархические взгляды и культивировать пораженческие настроения». В той же книге отмечается, что он отличался развратом